# 良瑞镇区
良瑞镇区是缅甸掸邦格劳县下辖的一个镇区，治所位于良瑞。